# Rivière Carrier
Pour les articles homonymes, voir Carrier (homonymie).
La rivière Carrier coule dans la région administrative du Bas-Saint-Laurent, au Québec, au Canada, dans les municipalités régionale de comté suivantes :
- Témiscouata : territoire non organisé (TNO) de Picard ;
- Rivière-du-Loup : municipalité de Saint-Antonin ;
- Kamouraska : municipalité de Saint-Alexandre-de-Kamouraska.

La rivière Carrier est un affluent de la rive est de la rivière Fourchue laquelle se déverse sur la rive est de la rivière du Loup (Bas-Saint-Laurent) ; cette dernière coule vers le nord pour se déverser sur la rive sud du fleuve Saint-Laurent à la hauteur de la ville de Rivière-du-Loup.

## Géographie
La rivière Carrier prend sa source de ruisseaux à 370 m d'altitude, entre deux montagnes, dans le territoire non organisé de Picard (MRC de Témiscouata). Cette source est située à 21,1 km au sud-est du littoral sud-est de l'estuaire du Saint-Laurent et à 2,3 km au nord du ruisseau des Matane.
La rivière Carrier contourne par le nord la montagne à Carrier.
À partir de sa source, la rivière Carrier coule sur 13,9 km selon les segments suivants :
- 10,3 km vers le nord-ouest dans le territoire non organisé de Picard, dans une petite vallée entourée de montagnes, jusqu'à la limite de Saint-Antonin (MRC de Rivière-du-Loup ;
- 2,8 km vers l'ouest dans Saint-Antonin, jusqu'à la limite de Saint-Alexandre-de-Kamouraska ;
- 0,8 km vers le sud-ouest, jusqu'à sa confluence.

La rivière Carrier se déverse dans Saint-Alexandre-de-Kamouraska. Cette confluence est située à 2,2 km en aval de l'embouchure du lac Morin (Kamouraska) et en amont du pont du chemin du rang Saint-Gérard-Est.

## Toponymie
Le toponyme rivière Carrier a été officialisé le 2 décembre 1975 à la Commission de toponymie du Québec.